# Ряховский, Виталий Владимирович
Ряховский Виталий Владимирович — гандбольный тренер. Воспитанник ставропольского гандбола. Мастер спорта России международного класса.

## Достижения

### Игрок
- Двукратный чемпион Европы по пляжному гандболу;
- 6-кратный чемпион России по пляжному гандболу;
- Серебряный призер чемпионата мира по пляжному гандболу;
- Бронзовый призер чемпионата России;
- Бронзовый призер ПГЛ;
- Серебряный приезр Балтийской Лиги;
- Серебряный призер чемпионата Беларуси;
- Обладатель Кубка Беларуси.

### Тренер
Серебряные призер чемпионата России(2020)
 Бронзовый призер чемпионата России